# Valmiro Lopes Rocha
Valmiro Lopes Rocha, Valdo, (nascut a Villablino el 23 d'abril de 1981) és un exfutbolista castellanolleonès que jugava com a migcampista. Fou internacional per Cabo Verde.

## Clubs
| Club                  | Any        |
| --------------------- | ---------- |
| Pozuelo de Alarcón    | 1993-2001  |
| Reial Madrid          | 2001-2002  |
| Reial Madrid Castella | 2002       |
| Club Atlético Osasuna | 2003-2007  |
| RCD Espanyol          | 2007-2009  |
| Màlaga CF             | 2009-2010  |
| Llevant UE            | 2010-2012  |
| CF Atlante            | 2012- 2013 |
| Racing de Santander   | 2015 - ?   |

## Palmarès
| Títol                        | Club            | Any       |
| ---------------------------- | --------------- | --------- |
| Lliga de Campions de la UEFA | Reial Madrid CF | 2001-2002 |
| Supercopa d'Europa           | Reial Madrid CF | 2002      |